# District de Sants-Montjuïc
Le district de Sants-Montjuïc est l'un des dix districts (district III) qui divisent administrativement la ville de Barcelone. 

## Localisation
Le district se situe au sud de la ville. Il est le plus étendu des districts de Barcelone et l'un des plus diversifiés au point de vue urbain, sociologique et patrimonial.  Il est limitrophe des communes de L'Hospitalet de Llobregat et d'el Prat de Llobregat, et des districts de Les Corts, Eixample et Ciutat Vella.

Localisation du district de Sants-Montjuïc dans Barcelone.

## Description et quartiers
Il s'agit du troisième district pour ce qui est de la population avec 185 000 habitants (en 2009) et du premier pour la superficie (22,94 km2) puisqu'il inclut la montagne de Montjuïc, et du neuvième pour la densité (8 320 hab./km2), pour la même raison.
Il est composé de huit quartiers : Poble-sec, La Marina del Prat Vermell, La Marina de Port, La Font de la Guatlla, Hostafrancs, La Bordeta, Sants-Badal et Sants.
Il faut ajouter la célèbre montagne de Montjuïc et la zone d'activité de la Zone franche de Barcelone.

Quartiers formant le district de Sants-Montjuïc.

## Transports
La principale gare ferroviaire de Barcelone-Sants qui inter-connecte les lignes de la Renfe (TGV (AVE), grandes lignes, trains régionaux et trains de banlieue (Rodalies de Catalunya)) avec le métro les bus urbains et une gare routière éponyme.

## Patrimoine
- La Fondation Joan-Miró (Fundació Joan Miró) construite en 1975 par l'architecte Josep Lluís Sert et consacrée à l'œuvre du peintre Joan Miró.
- Le Musée national d'Art de Catalogne MNAC (Museu Nacional d'Art de Catalunya) riche d'une remarquable collection d'art roman, est installé dans le Palais national.
- Le CaixaForum Barcelona, un lieu d'exposition installé dans une ancienne filature moderniste (Antiga Fàbrica Casaramona).
- Le Château de Montjuïc (ou fort de Montjuïc), édifice militaire aujourd'hui déclassé et rendu aux civils, est un l'un des hauts lieux de la mémoire de la guerre d'Espagne, avec le Fossar de la Pedrera situé en contrebas sur la colline[2].
- La montagne de Montjuïc est l'un des principaux espaces naturels de la capitale catalane[3]; elle abrite de nombreux parcs et des jardins publics. C'est sur cette colline, appelée populairement Muntanya de Montjuïc[4], que se situent les installations olympiques clefs des jeux de 1992; le stade olympique Lluís Companys, la piscine olympique Bernat Picornell, le terrain de baseball Pérez de Rozas, ainsi que le Palau Sant Jordi et la tour de télécommunications de Montjuïc.
- L'Avenue de la Reine Marie-Christine, porte d'entrée populaire et touristique depuis la place d'Espagne, qui passe par la Fontaine magique de Carles Boïgas et les Quatre Colonnes de Josep Puig i Cadafalch, grâce à un système d'escaliers, de terrasses et d'escalators, jusqu'à la montagne de Montjuïc.

## Commerce
- La Fira de Barcelona se tient dans le district;
- La rue de la Creu Coberta et rue de Sants, dans le quartier de Sants, fameuses pour leurs nombreux commerces, font elles aussi partie du district, ainsi que le marché de Sants, œuvre de l'architecte Pere Falqués i Urpí[5].

## Culture
- Le Théâtre grec, œuvre de Ramon Reventós, fondé en 1929[6].

## Mémoire
- Le Fossar de la Pedrera, mausolée du président Lluís Companys, fusillé pendant la Seconde Guerre mondiale, œuvre de l'architecte Beth Galí;
- Le cimetière de Montjuïc;
- L'Abri antiaérien 307 (Refugi 307). Abri anti-aérien construit pendant la guerre d'Espagne. Un des sites patrimoniaux du Musée d'histoire de Barcelone MUHBA[7].

## Politique
- La sociologue Marina Subirats (1943-) préside le Conseil du District de Sants-Montjuïc de 1999 à 2003[8].